# Tour du Doubs 2010
Il Tour du Doubs 2010, venticinquesima edizione della corsa e valida come evento dell'UCI Europe Tour 2010 categoria 1.1, si svolse il 5 settembre 2010 su un percorso totale di 194,5 km. Fu vinto dal francese Jérôme Coppel che terminò la gara in 4h26'29", alla media di 43,793 km/h.
Al traguardo 57 ciclisti portarono a termine il percorso.

## Ordine d'arrivo (Top 10)
| Pos. | Corridore          | Squadra      | Tempo    |
| ---- | ------------------ | ------------ | -------- |
| 1    | Jérôme Coppel      | Saur-Sojasun | 4h26'29" |
| 2    | Jonathan Hivert    | Saur-Sojasun | a 11"    |
| 3    | Leonardo Duque     | Cofidis      | s.t.     |
| 4    | Matthieu Ladagnous | FDJ          | s.t.     |
| 5    | Laurent Mangel     | Saur-Sojasun | s.t.     |
| 6    | Julien Mazet       | BigMat       | s.t.     |
| 7    | Romain Lemarchand  | BigMat       | s.t.     |
| 8    | Florian Guillou    | Bretagne     | s.t.     |
| 9    | Julien Loubet      | AG2R La Mon. | s.t.     |
| 10   | Guillaume Levarlet | Saur-Sojasun | s.t.     |